# دوزخ دانته: حماسه پویانمایی
دوزخ دانته: حماسه پویانمایی یک فیلم پویانمایی بزرگسالان در ژانر فانتزی تاریک و محصول سال ۲۰۱۰ است. این فیلم با الهام از بازی ویدئویی دوزخ دانته ساخته شده است که خود آن نیز بر اساس سه‌گانه شعر کمدی الهی اثر دانته آلیگیری می‌باشد. دوزخ دانته: حماسه پویانمایی در ۹ فوریه ۲۰۱۰ به نمایش در‌ آمد.
دانته از میان دایره‌های جهنم سفر می‌کند و با شیاطین و هیولاهای دیگر از جمله شخص لوسیفر مبارزه می‌کند تا بئاتریس عزیزش را نجات دهد.

## بازیگران
- گراهام مک‌تاویش – دانته
- ونسا برنچ – بئاتریس
- استیون بلوم – لوسیفر
- پیتر جسوپ – ویرژیل
- مارک همیل – آلیگیرو، پدر دانته
- ویکتوریا تنانت – بلا
- بارت مک‌کارتی – فیلیپو آرجنتی
- کوین مایکل ریچاردسون – شاه مینوس، فلگیاس
- جان پال کارلیاک – اونجر
- تام تیت – فرانچسکو
- جی گرانت آلبرشت – چیاکو، فاریناتا اوبرتی
- استیون آپوستولینا – والا
- نیکا فاترمن – زندانی زن، Lust Minion #4
- شارلوت کرنول – نسوس، Lust Minion #3
- ونسا مارشال – Lust Minion #2، زندانی یخ زده
- گری دلیسل – Lust Minion #1، دانته (در ۱۰ سالکی)
- اچ ریچارد گرین – سقراط، ریچارد یکم
- گرگ الیس – افلاطون
- شلی اونیل – کودک
- نیکولاس گست – کشیش شیطانی
- وندی کاتلر – صداپیشه نامشخص
- لیا سارجنت – صداپیشه نامشخص
- مارک سوسمن – صداپیشه نامشخص
- دیوید زایلر – صداپیشه نامشخص